# Exospéléologie
L'exospéléologie désigne l'étude et l'exploration spéléologique de cavités souterraines naturelles, réelles ou supposées, sur d'autres corps que la planète Terre (sur d'autres planètes dont des exoplanètes par exemple).
Le terme « souterrain » doit donc être considéré ici dans une acception large, qui englobe le sous-sol de tout corps céleste et non pas uniquement celui de la Terre.
Cette discipline est envisagée à la suite de la découverte de cavités sur la Lune, Mars et la comète Tchouri.

## Grottes extraterrestres
Des cavités ont été repérées sur d'autres planètes ou satellites de notre système solaire.

### Mars
Une multitude de cavités d'effondrement auraient été identifiées en 2007 sur les flancs de l'édifice volcanique Arsia Mons par l'instrument THEMIS de la sonde 2001 Mars Odyssey, notamment sept structures qui ont reçu des noms de travail informels :
| |  |                       |
| Cavités vues par THEMIS : (A) Dena, (B) Chloë, (C) Wendy, (D) Annie, (E) Abby (à gauche) et Nikki, et (F) Jeanne. |  | Gros plan sur Jeanne. |

- Dena par 6,084° S et 239,061° E
- Chloë par 4,296° S et 239,193° E
- Wendy par 8,099° S et 240,242° E
- Annie par 6,267° S et 240,005° E
- Abby et Nikki par 8,498° S et 240,349° E
- Jeanne par 5,636° S et 241,259° E

### Lune
En 2009, des chercheurs de l'agence d'exploration spatiale japonaise (JAXA) ont repéré une caverne de 50 kilomètres de long. Un examen approfondi à partir de la mission japonaise SELENE et de la mission américaine GRAIL a permis au chercheurs japonais d'affirmer que cette cavité souterraine serait apparue à la suite de l’effondrement du plafond d’un tube de lave, situé sous la zone des collines Marius[réf. nécessaire]. Le volume souterrain ainsi accessible pourrait héberger une future base spatiale lunaire.